# 青木徹二

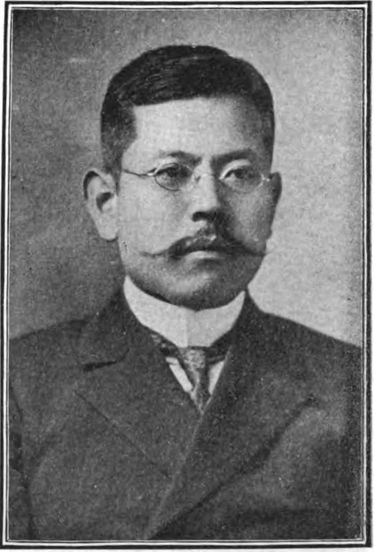
青木徹二

青木 徹二（あおき てつじ、1874年（明治7年）9月9日 - 1930年（昭和5年）10月12日）は、明治期の検察官、弁護士、法学者。

## 経歴
岐阜県生まれ。岐阜中学校を中退し、1891年（明治24年）慶應義塾に入学。1897年（明治30年）に慶應義塾大学部法律科を卒業後時事新報社に勤める。翌年判検事試験に合格し、神戸区裁判所検事代理となるも1899年（明治32年）これを辞任し、再び時事新報社に入った。その後、慶應義塾の大学部教員養成のためドイツに派遣され、ベルリン大学などで学ぶ。1902年（明治35年）7月帰国後、大学部法律科で商法を講じた。1910年（明治43年）法学博士となる。1920年（大正9年）、雑誌『東方時論』に「続世相審かし論」を投稿し、不敬罪の廃止を唱えたため、新聞紙法違反で禁固4ヶ月の判決を受ける。その後は法政大学、中央大学に移り教鞭を取る。弁護士として長年務めた。